# 4442 Garcia
4442 Garcia được đặt theo tên của Jerry Garcia và là một tiểu hành tinh giữa Sao Hỏa và Sao Mộc.